# Adesmia ragonesei
Adesmia ragonesei är en ärtväxtart som beskrevs av Arturo Erhardo Erardo Burkart. Adesmia ragonesei ingår i släktet Adesmia och familjen ärtväxter. Inga underarter finns listade i Catalogue of Life.